# 保良局百周年李兆忠紀念中學

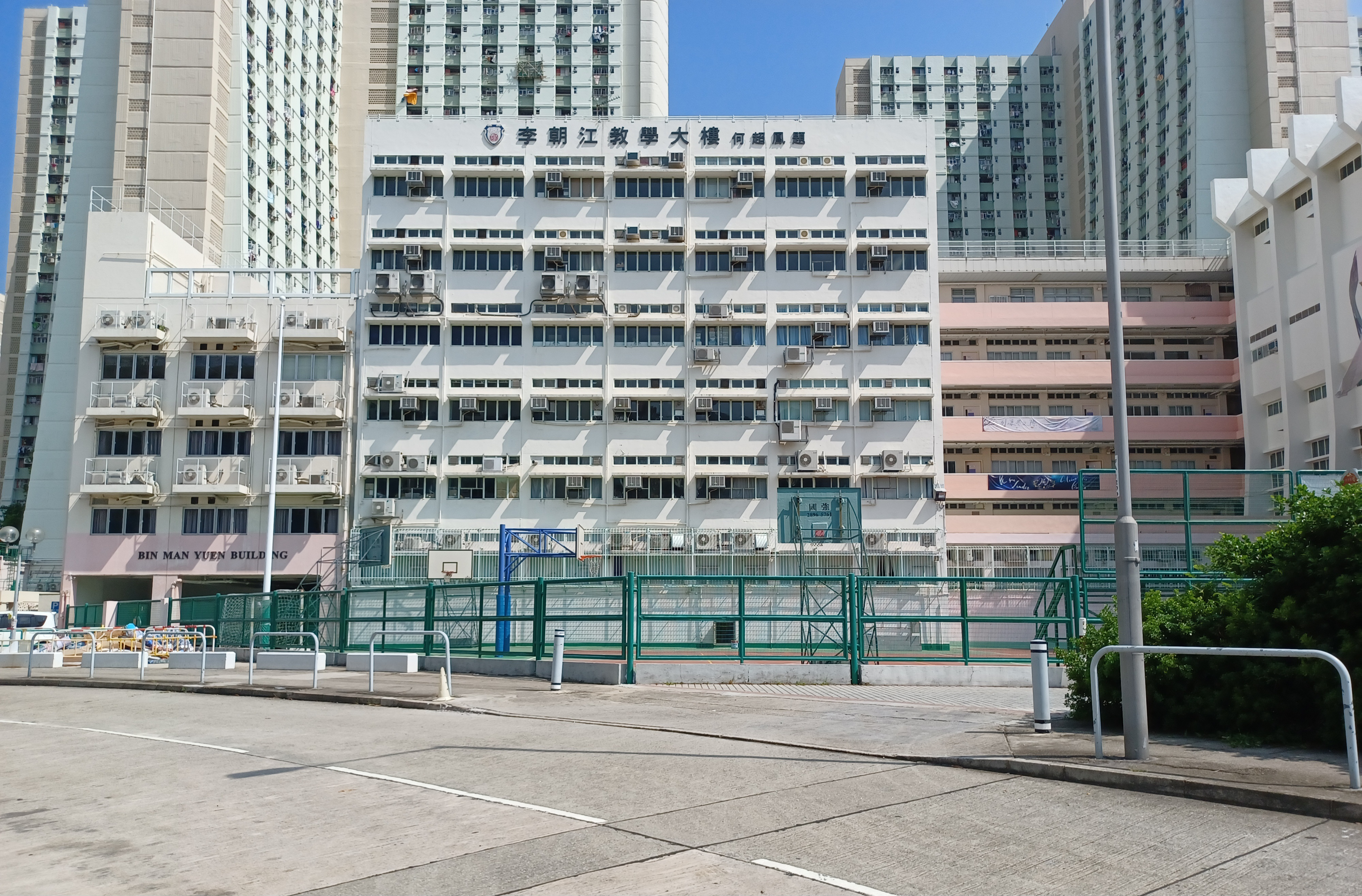
保良局百周年李兆忠紀念中學北面

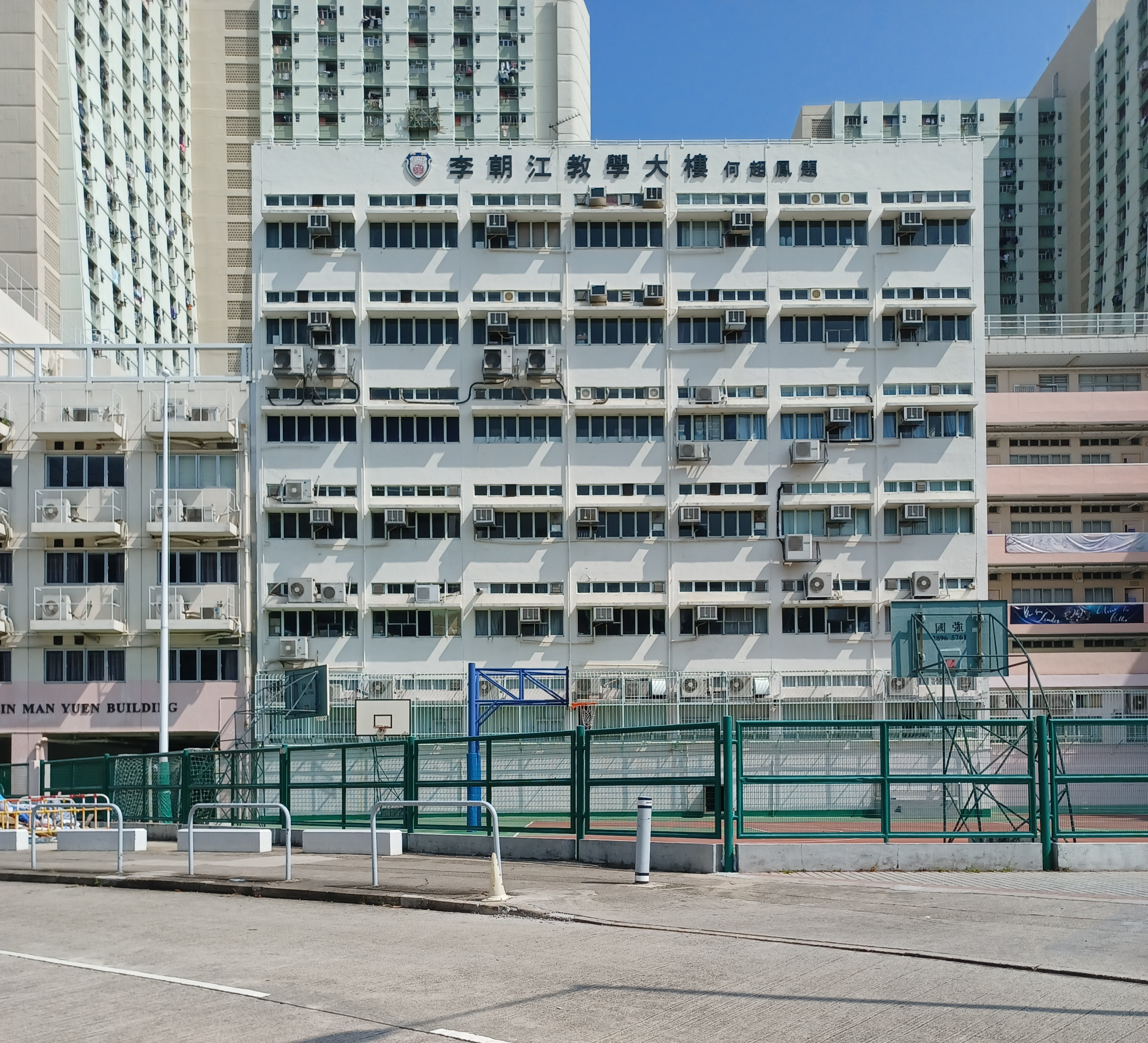
2020年9月命名的李朝江教學大樓

保良局百周年李兆忠紀念中學（英語：Po Leung Kuk Centenary Li Shiu Chung Memorial College，簡稱PLKC）是保良局紀念成立一百周年而籌辦成立的中學。學校位於香港屯門區大興邨，為保良局於新界創辦之第一所津貼制男女合校英文中學。初期名為保良局百周年中學，於1995年6月，保良局李兆忠基金會撥款港幣500萬元改善校舍及設備，學校其後於翌年1月更名為保良局百周年李兆忠紀念中學。此校在學術及課外活動均有卓越表現，多年來於香港中學文憑考試成績優異，連續多年區內排名第一。

## 歷史
保良局百周年中學創立於1978年9月:47，初時借用保良局第五小學（即後來的保良局莊啟程第二小學，現已遷至鄰近的原釋慧文中學校舍）校舍於下午上課，為按位津貼私立不牟利中學。首年開辦八班中一，為保良局於新界創辦之第一間中學。:471979年9月校舍搬遷至屯門大興邨的連環型校舍，開辦中一及中二級共16班；並於同年開始分3年轉為資助中學:47。
1980年1月28日由教育司陶建主禮該校揭幕禮，並於翌日舉行第一次「開放日」:47。1982年9月正式成為資助中學:48。1983年第一屆中五學生參加香港中學會考:48。兩年後第一屆中七學生參加香港高級程度會考:48。1995年6月，保良局李兆忠基金會撥款港幣五百萬元予該校改善校舍及設備，工程於1995年暑假開始及於同年年底完成:50。1996年1月22日，時任教育署長林煥光先生主持命名揭幕典禮:51。同年8月，政府為該校進行校舍改善工程，擴建六樓，增加課室設施及升降機，全部工程於1997年8月完成:52。1997-1998學年成立家長教師會。1997年9月成立夜校部。同年10月12日成立校友會。:52
2005年，該校向保良局提出興建一座新翼大樓的構思，獲當時的校董會接納。於2008年及2010年，保良局先後撥款逾港幣1200萬興建新翼，於2011年8月興建完成，解決了2011-12學年班級數目達新高而未有足夠課室的問題。新翼高四層，設有一個多用途活動室、一個有蓋操場、兩間標準課室、兩間輔導教室及多個較小的活動室。新翼大樓於2013年3月1日正式開幕並命名為卞文元大樓。
2020年9月，該校獲善長李耀光先生經保良局慷慨捐贈港幣500萬元。為答謝李先生，該校舊翼大樓及校園將分別命名為 (李朝江教學大樓) 及 (李朝江夫人校園) ，以紀念李先生之雙親。

## 歷任校長
- 譚林婉華女士 (1978-1996)
- 謝錦城博士 (1996-1999)
- 關定輝先生 (1999-2001)
- 丁永興先生 (2001-2023)
- 呂恒森先生 (2023-現在)

## 學生組織

### 學生會 (Student Union)
成立於1985年,採用幹事會及代表會雙會制,由全校學生一人一票投選內閣。幹事會負責執行各項行政工作; 代表會由其他擔任具代表性職務的學生組織而成, 負責監察及審板幹事會各項報告, 並通過代表會會議, 反映學生意見。而且學生會每年也會招募幹事助理, 讓更多低年級同學參與, 達到薪火相傳的目的。

### 四社 (Houses)
分為紅黃藍綠四社，在新生中一入學時自動分配，參與社際活動，包括陸運會、水運會、球類競技、社祭歌唱比賽、問答比賽、校園祭、萬聖節活動等。

### 學會
學術方面有中文學會、英文學會、數學學會、科學學會、生物學會、經濟學會、電腦學會、地理學會、歷史學會、普通話學會。
興趣方面有室樂團、中樂團、合唱團、話劇學會、影音小組、橋牌學會、中文辯論隊、環保小組、家政學會、基督團契學會、英文辯論隊、數學隊、攝影學會、機械人學會、義工小組、紅十字隊等

### 學生報(Student Post)
每年出版兩期，由學生擔任編輯、排版及採訪工作。每期主題各異，歡迎學生及校友投稿。此外，每期還會訪問老師，並將內容整理成小冊子，於校內分發。

### 校友會(Alumni Association)
保良局百周年李兆忠紀念中學校友會成立於1997年十月並正式註冊為社團組織。校友會成立宗旨為團結校友力量、加強校友間的聯繫以及關注母校發展，透過不同社交媒體及聯誼活動，團結各届校友，並出版校友通訊，建立「百周人」強大而緊密的校友網絡，促進校友間之友誼，增強凝聚力。

## 著名/傑出校友
- 洪嘉豪：香港著名男歌手
- 蘇致豪：網絡藝人、YouTube頻道試當真創辦人，香港男歌手
- 許　賢：網絡藝人、YouTube頻道試當真創辦人，香港男歌手
- 陳展程[15]：網絡平台9GAG創辦人
- 陳展俊[2]:104：網絡平台9GAG創辦人[16]
- 朱順慈[17]:16 - 21：香港中文大學新聞與傳播學院院長[18]
- 陳偉利[2]:55：前now寬頻電視助理採訪主任[19]及前無綫電視新聞部記者[20]
- 黃潔慧[2]:55[21]：前無綫電視新聞部、有線電視新聞部記者[22]、商業電台《左右大局》、《在晴朗的一天出發》[23]主持人及香港01編輯主任[24]
- 李錦妍：有線新聞部財經記者及主播
- 葉楚航[25]：香港冠軍練馬師（2012/13年度馬季）及退役騎師[26]
- 謝廷樞[2]:82 , 83 , 97：凝皓教育中文科補習名師[27]
- 梁子穎，MH：香港立法會議員
- 陳浩庭：屯門區議員、屯門青年協會主席、新界青年聯會副主席
- 朱南生：Polywell Computer, Inc. 創辦人兼行政總裁
- 梁德基：前英皇教育及現代教育數學科補習名師
- 蘇沛豐：招銀國際證券研究部策略師
- 蔡國榮：國立臺灣大學數學系助理教授
- 劉健生：香港臨床腫瘤科專科醫生、香港大學名譽臨床助理教授
- 樊敬文：香港大學深圳醫院助理院長、醫務衞生局醫務衞生局局長辦公室高級顧問
- 陳式雅：呼吸系統科專科醫生
- 梁達志：香港牙科醫生
- 利子傑：香港牙科醫生、城健牙科綜合醫療中心行政總監
- 王俊傑：香港普通科醫生
- 葉駿皜：傳説對決電競選手

## 外部連結
保良局百周年李兆忠紀念中學官方網頁 (頁面存檔備份，存於互聯網檔案館)
保良局百周年李兆忠紀念中學資料 (頁面存檔備份，存於互聯網檔案館)
【中學排名】全港學校排名TOP 100 (頁面存檔備份，存於互聯網檔案館)
全港中學排名-最新top100中學排名-附全港18區校網排名前5學校名單 (頁面存檔備份，存於互聯網檔案館)
屋邨名校保良局百周年李兆忠紀念中學-靠實力一樣可考入世界級名校 （页面存档备份，存于） (頁面存檔備份，存於互聯網檔案館)

## 連結
- 保良局百周年李兆忠紀念中學的網址（页面存档备份，存于）
- 保良局百周年李兆忠紀念中學校友會的網址（页面存档备份，存于）
- 保良局網址（页面存档备份，存于）